# Emilio Chuayffet Chemor
Emilio Chuayffet Chemor (Ciudad de México, 3 de octubre de 1951) es un abogado y político mexicano, miembro del Partido Revolucionario Institucional. Ha ocupado cargos públicos como el de gobernador del Estado de México, secretario de Gobernación y coordinador de los diputados del PRI en la LIX Legislatura del Congreso de la Unión.

## Biografía

### Familia
Sus padres fueron el médico Emilio Chuayffet y Ruth Chemor ambos de Toluca, su esposa Olga Soto de Chuayffet y su hija Carolina Chuayffet Soto, casada en el 2009 con Jorge Lira Quirarte, hijo de Armando Lira Lechuga que fuera Subdirector de Registro y Control de Activos de la Agencia Estatal de Seguridad. 

### Formación
Realizó sus estudios básicos en dicha ciudad hasta el nivel de bachillerato. Se afilió al Partido Revolucionario Institucional a la edad de 18 años.
Estudió en la Facultad de Derecho de la Universidad Nacional Autónoma de México, donde obtuvo el título profesional tras realizar la tesis "Naturaleza Jurídica del Distrito Federal". También recibió el premio "Gabino Barreda" como mejor estudiante de su generación. También impartió clases en esa misma universidad.

### Trayectoria académica
Entre sus labores académicas, fue ayudante de profesor en el primer curso de derecho administrativo de la facultad de derecho de la UNAM, y catedrático de la misma en 1974. Un año más tarde fue catedrático titular del primer curso de derecho administrativo. Fue miembro del Comité Seleccionador de Becarios del Consejo Nacional de Ciencia y Tecnología en 1977.
Es integrante del H. Consejo Universitario, de la Comisión Dictaminadora de la Facultad de Derecho de la UNAM, en el área de Derecho Administrativo, Fiscal, Aduanero, Sanitario y Casos Especiales de Contencioso Administrativo, para la práctica de exámenes de oposición.
También es miembro del Instituto Nacional de Administración Pública desde 1980. Fungió como vicepresidente del Instituto de Administración Pública del Estado de México.

## Carrera política
Inició su carrera política en 1974 como secretario auxiliar del Subsecretario del Trabajo. Después fue subdelegado general del entonces Departamento del Distrito Federal y luego delegado de Benito Juárez en el Distrito Federal.

### Presidente Municipal de Toluca
En 1982 fue elegido presidente municipal de Toluca de Lerdo, Estado de México y en ese mismo año fue designado como Secretario de Educación, Cultura y Bienestar Social del Gobierno del Estado de México hasta 1987, cuando fue nombrado titular de la Secretaría de Gobierno del Estado de México.
En 1989 se convirtió en funcionario federal cuando fue designado procurador federal del Consumidor y un año después se convirtió en el primer director general del recién fundado Instituto Federal Electoral. En 1993 fue por algunos meses Coordinador de Asesores del Secretario de Gobernación federal.

### Gobernador del Estado de México
En 1993 fue postulado como candidato del Partido Revolucionario Institucional al Gobierno del Estado de México, donde obtiene el triunfo y toma posesión el 16 de septiembre de dicho año. Tras dos años como gobernador, en 1995 fue designado Secretario de Gobernación durante la administración de Ernesto Zedillo Ponce de León hasta su renuncia en 1998 tras los hechos acontecidos en Acteal, Chiapas.
Fue presidente del Consejo General del IFE durante el periodo comprendido entre el 29 de septiembre de 1995 al 10 de octubre de 1996. A partir de 1998 y hasta 2002 fue investigador del Instituto de Investigaciones Jurídicas de la Universidad Nacional Autónoma de México. Presidente de la Junta de Coordinación Política de la LIX Legislatura del Congreso de la Unión del 3 de diciembre de 2003 al 31 de agosto de 2006.
En 2009 logró una diputación federal por el Distrito 3, con cabecera en Atlacomulco, en el Estado de México, en la LXI Legislatura con un periodo que abarcó del 1 de septiembre de 2009 al 31 de agosto de 2012. Durante esos años fue el coordinador del Grupo Parlamentario de los diputados del PRI del Estado de México. Del 1 de septiembre al 15 de diciembre de 2011 fue presidente de la Mesa Directiva de la Cámara de diputados en la misma legislatura.

### Secretario de Gobernación
Nombrado secretario de Gobernación durante la gestión de Ernesto Zedillo, del 28 de junio de 1995 al 3 de enero de 1998.

### Secretario de Educación Pública
Desde el 1 de diciembre de 2012 hasta el 27 de agosto de 2015 fue Secretario de Educación Pública hasta ser sustituido por Aurelio Nuño Mayer

## Conflicto con la CNTE, 2015
El día 16 de junio en medio de confusión después de la suspensión de las evaluaciones a los profesores debido a la crisis social vivida durante el proceso electoral dijo que: "llueva o truene" se aplicará la evaluación a docentes que dicta la Reforma Educativa.

## Obras escritas
- Autor del capítulo de "Derecho Administrativo" de la colección "Introducción al Derecho Mexicano", editado por el Instituto de Investigaciones Jurídicas de la UNAM 1981.

- Autor de la Ponencia "Control Legal de la Empresa Pública en México". Seminario Internacional sobre Regulación de la Empresa Pública, organizado por el Instituto de Investigaciones Jurídicas de la UNAM 1981.

- Autor del capítulo "El Sistema Representativo Mexicano en la Constitución de 1917" del libro "La Constitución Mexicana de 1917 en su Septuagésimo Quinto Aniversario", editado por la UNAM en 1992.

- Coautor del libro "Finanzas del Sistema Federal Mexicano", editado por el Instituto Nacional de Administración Pública, con el capítulo "Federalismo Hacendario. Análisis y perspectivas" 2006.